# Province de Sienne
La province de Sienne est une province italienne, située dans la région de la Toscane. Sa capitale provinciale est Sienne. Dans cette province habitent environ 260 000 personnes. elle est limitrophe au nord de la ville métropolitaine de Florence, au nord-est de la province d'Arezzo, au sud-est de différentes provinces de la région de l'Ombrie, au sud-ouest de la région du Latium, au sud de la province de Grosseto et enfin au nord-ouest de la province de Pise.

## Géographie
La province de Sienne se divise en 7 régions économiques, géographiques et administratives distinctes :
- le haut Valdelsa ;
- le Chianti siennois ;
- le Val di Merse ;
- les Crete senesi, les crêtes siennoises ;
- le Val di Chiana siennois ;
- le Val d'Orcia et le Mont Amiata ;
- la zone urbaine rassemblant Monteriggioni et Sienne.

Les grandes villes de la province sont Sienne, Poggibonsi, Colle di Val d'Elsa, San Gimignano, Sinalunga et Montepulciano.

## Histoire
La Province de Sienne dérive directement du Compartimento Senese du grand-duché de Toscane. 
En 1860, lui furent ajoutées quelques communes détachées de la province d'Arezzo : Sarteano, Cetona, Chianciano Terme, Sinalunga, de Torrita di Siena et Chiusi.

## Nature
En 1996, l'Administration Provinciale de Sienne a créé 11 réserves naturelles qui occupent au total à peu près 8 000 ha d'un territoire d'une très grande valeur pour l'environnement, les sciences naturelles et la culture. On y trouve des espèces animales et végétales rares et d’un grand intérêt scientifique.
Les réserves ont été créées formellement par le conseil de la Province de Sienne (délibérations no 38 du 21/3/1996 et no 127 du 17/7/1996) comme prévu à l'article 15 de la loi (LR) 49/95 Règles sur les parcs, les réserves et les aires naturelles protégés d’intérêt local.
Les 11 réserves naturelles constituent un système d'aires protégées dont le but est de garantir et de promouvoir, au travers d'actions coordonnées, la conservation et la valorisation de l’environnement, du paysage et du patrimoine historico-culturel.
Quatre réserves Basso Merse, Farma, La Pietra et Cornate et Fosini s’étendent également sur le territoire de la province de Grosseto.
La finalité de la gestion de ces réserves est la conservation des écosystèmes, la promotion et l'essor des activités de production et de loisir, le développement des activités scientifiques et de la recherche et la promotion d'activités coordonnées d'information et d'éducation environnementale.
Les dimensions et la configuration de chaque réserve dépendent des caractéristiques et de la distribution des ressources à protéger. Les superficies varient d'un minimum de 240 ha à 2 000 ha.

## Culture

### Cuisine
- Les Ricciarelli sont des biscuits typiques de la région siennoise.